# Krahnstøver
Krahnstøver ist eine deutsche Electro-Band aus Leipzig.

## Geschichte
Krahnstøver sind Stephanie Heinitz, August Hoffmann und Torsten Welk. 2010 lernten sich die drei auf einer Houseparty kennen und entschlossen sich kurzerhand, gemeinsam Musik zu machen.
Nach ersten vereinzelten Auftritten, unter anderem auf der Pop Up und dem Leipziger Campusfest sowie dem Gewinn des Sturakete Bandcontests gingen Krahnstøver erstmals ins Studio. Zusammen mit Ed East, Gitarrist der Indietronicband Chikinki, nahmen sie in Berlin vier Songs auf, welche die Band im April 2011 auf der EP Silva veröffentlichten.
Im Herbst 2011 gewann die Band zudem den „Großen Preis“, und sie wurde Leipzigs Band des Jahres.
Es folgten eine Support-Tour für I Heart Sharks im Jahr 2012 sowie erste Festivalauftritte auf dem Jenseits von Millionen, dem Rocken am Brocken und einigen kleineren Festivals. Außerdem spielten Krahnstøver als Vorgruppe zahlreicher internationaler und nationaler Bands wie Phantogram, die Bondage Fairies, Phillip Boa und Captain Capa. Im Jahr 2013 eröffneten sie zudem das Campus Open Air in Wismar.
Am 17. September 2013 veröffentlichte die Band ihre zweite EP Restless Silence.
Im Frühjahr 2014 spielten Krahnstøver erstmals eine deutschlandweite Tour. Im Juli folgt der erste Auftritt im europäischen Ausland. Auf Einladung des Goethe-Instituts vertritt die Band ihre Heimatstadt Leipzig in Paris (Frankreich).

## Stil
Musikalisch bewegen sich Krahnstøver zwischen Electronica, Indie und melancholischem Elektropop mit Disco-Einflüssen. Pop10 beschreibt den Stil als eine Mischung aus „psychodelischen Rock und melancholischen Pop“, Motor.de als „spielfreudigen Elektro-Pop, der sich gleichermaßen tanzbar wie atmosphärisch präsentiert und von der charismatischen Stimme von Sängerin Stephie getragen wird“.

## Diskografie
- 2011: Silva (EP)
- 2013: Restless Silence (EP)

## Auszeichnungen
- 2011: Leipziger Band des Jahres